# Matour
Matour är en kommun i departementet Saône-et-Loire i regionen Bourgogne-Franche-Comté i östra Frankrike. Kommunen ligger i kantonen Matour som tillhör arrondissementet Mâcon. År 2022 hade Matour 1 159 invånare.

## Befolkningsutveckling
Antalet invånare i kommunen Matour
| Referens: INSEE |